# Olive Schreiner
Olive Emilie Albertina Schriner (Colônia do Cabo, 24 de março de 1855 – Cidade do Cabo, 11 de dezembro de 1920) escritora e feminista sul-africana. Produziu o primeiro grande romance sul-africano, A história de uma fazenda africana (1883).

## Carreira
Conhecida também pelo livro Sonhos, exibido no filme Sufragistas (2015), ela tinha um intelecto poderoso, pontos de vista de uma militante feministas e liberal sobre a política e a sociedade, além de uma grande vitalidade que estava um pouco prejudicada pela asma e por depressões graves. Seu irmão William Philip Schreiner foi o primeiro ministro da Colônia do Cabo de 1899 a 1902.
Embora Schreiner não tivesse educação formal, ela lia muito e era ensinada por sua mãe. De 1874 a 1881, quando ela foi para a Inglaterra, na esperança de estudar medicina, ela ganhou a vida como governanta; durante este tempo, ela escreveu dois romances autobiográficos, Undine (publicado em 1928) e The Story of an African Farm (1883), e começou From Man to Man (1926), no qual ela trabalhou intermitentemente por 40 anos mas nunca terminou.
A história de uma fazenda africana foi um sucesso imediato na Europa e na América do Norte, trazendo à autora - ainda que publicado sob pseudônimo - muitas admiradoras ilustres. Ele conta a história de uma garota em uma fazenda isolada na savana que luta por sua independência em face de convenções sociais rígidas. A originalidade do livro, o manuseio assegurado da narrativa e da descrição, o passado exótico e a expressão vigorosa de visões feministas e anticristãs sobre religião e casamento deram-lhe notoriedade e amplo apelo.
Notável entre outras obras de Schreiner é um ataque às atividades de Cecil Rhodes e seus associados, o policial Peter Halkett de Mashonaland (1897), e uma “bíblia” amplamente aclamada pelo Movimento das Mulheres, Mulher e Trabalho (1911).

## Trabalhos selecionados
- The Story of an African Farm, 1883 (como "Ralph Iron")
- Dreams, 1890
- Dream Life and Real Life, 1893
- The Political Situation in Cape Colony, 1895 (com S. C. Cronwright-Schreiner)
- Trooper Peter Halket of Mashonaland, 1897
- An English South African Woman's View of the Situation, uma crítica à dificuldade do Transvaal a partir da posição pró-Boer, 1899
- A Letter on the Jew, 1906
- Closer Union: a Letter on South African Union and the Principles of Government, 1909
- Woman and Labour, 1911
- Thoughts on South Africa, 1923
- Stories, Dreams and Allegories, 1923
- From Man to Man, 1926
- Undine, 1929

## Correspondência
O banco de dados Olive Schreiner Letters Online - OSLO é uma coleção de mais de 5 000 cartas existentes escritas de ou para Schreiner. As cartas cobrem uma ampla gama de tópicos, desde a história política da África do Sul, as escritoras de 'Novas Mulheres', movimentos sociais internacionais e a teoria social feminista. A edição OSLO fornece; transcrições diplomáticas completas, incluindo omissões, inserções e 'erros'; extensas facilidades de pesquisa de texto completo; coleções temáticas de cartas de Schreiner; uma 'dramatis personae' que fornece informações bibliográficas sobre os correspondentes de Schreiner e muitas outras pessoas mencionadas em suas cartas; novas coleções de cartas à medida que se tornam disponíveis; informações detalhadas sobre todas as publicações de Schreiner, incluindo revistas e jornais, bem como livros; e publicações para download da equipe de pesquisa do OSLO.